# ریچل ری
ریچل دومنیکا ری (به انگلیسی: Rachael Domenica Ray) متولد ۲۵ اوت ۱۹۶۸ شخصیت تلویزیونی، آشپز، و نویسنده مشهور است. ریچل ری که مجری برنامه گفتگوی تلویزیونی و آشپزی است. با نام ملکهٔ غذاهای زود پخت و ارزان شناخته می‌شود. نمایش آشپزی را با غذاهای ۳۰ دقیقه ای شروع کرده. و برنامه‌هایش طرفداران زیادی دارد. تهیه‌کننده برنامه‌های او را اپرا وینفری بر عهده دارد. و کمپانی «هارپو» آن را تهیه می‌کند همچنین مجله‌های او از مشهورترین مجله‌های آشپزی به‌حساب می‌آید که به محض توزیع به فروش می‌رسد.

## شروع فعالیت
عمده شهرت و درآمدش به دلیل برنامه «ریچل ری» اپراست. او از سال ۲۰۰۶ این برنامه را روی آنتن برد و در عرض یک سال به یکی از پردرآمدترین مجریان تلویزیون تبدیل شد. ریچل ری متولد ۱۹۶۸ نیویورک است. خانواده‌اش در ماساچوست یک رستوران داشتند و او هم از کودکی به آشپزی علاقه‌مند شد. کم‌کم خودش یک رستوران تأسیس کرد و در معرض دید مشتری‌ها به آشپزی پرداخت. همین کار توجه تهیه‌کنندگان تلویزیون را به او جلب کرد و توانست مجری یک برنامه آشپزی در شبکه آشپزی آمریکا شود. ریچل ری همواره پخت غذاهای ساده را آموزش می‌دهد و ادعا دارد هیچ‌یک از غذاهایی که می‌پزد بیش از ۳۰ دقیقه وقت نمی‌گیرد. به علاوه ظاهرش اصلاً شبیه یک آشپز نیست و برنامه‌اش هم فقط مخصوص آشپزی نیست. او در زمینه آشپزی اصطلاحات جدیدی خلق کرده که بعضی از آن‌ها حتی به لغت‌نامه زبان انگلیسی وارد شده‌اند. سال ۲۰۰۷ برنامه «ریچل ری» برنده جایزه امی شد.
به علاوه تا به حال چندین کتاب آشپزی نوشته‌است.

## برنامه‌ها
برنامه‌های ریچل شامل (۳۰ دقیقه وعده غذایی) (سفرهای خوشمزه ریچل ری) و (۴۰ دلار در روز) است که هر ۳ برنامه مخاطبان زیادی دارد.